# Coppa del Brasile 1995
La Coppa del Brasile 1995 (ufficialmente in portoghese Copa do Brasil 1995) è stata la 7ª edizione della Coppa del Brasile.

## Formula
Partite a eliminazione diretta con gare di andata e ritorno. In caso di pareggio nei tempi regolamentari, passa la squadra che ha realizzato il maggior numero di gol fuori casa. Nel caso non sia possibile determinare un vincitore con la regola dei gol fuori casa, sono previsti i tiri di rigore.
Nei primi due turni (preliminare e sedicesimi di finale) se la squadra che gioca la prima partita in trasferta vince con 3 o più gol di scarto, è automaticamente qualificata al turno successivo senza dover disputare la gara di ritorno.

## Partecipanti
| Stato               | Squadra (Città)                     | Motivo qualificazione                                           |
| ------------------- | ----------------------------------- | --------------------------------------------------------------- |
| Acre                | Rio Branco-AC (Rio Branco)          | Vincitore del Campionato Acreano 1994                           |
| Alagoas             | CSA (Maceió)                        | Vincitore del Campionato Alagoano 1994                          |
| Amapá               | Cristal (Macapá)                    | Squadra indicata dalla Federazione calcistica Amapaense         |
| Amazonas            | Nacional-AM (Manaus)                | Squadra indicata dalla Federazione calcistica Amazonense        |
| Bahia               | Bahia (Salvador)                    | Vincitore del Campionato Baiano 1994                            |
| Bahia               | Vitória (Salvador)                  | 2° nel Campionato Baiano 1994                                   |
| Ceará               | Ferroviário-CE (Fortaleza)          | Vincitore del Campionato Cearense 1994                          |
| Distretto Federale  | Gama (Gama)                         | Vincitore del Campionato Brasiliense 1994                       |
| Espírito Santo      | Desportiva (Cariacica)              | Vincitore del Campionato Capixaba 1994                          |
| Goiás               | Goiás (Goiânia)                     | Vincitore del Campionato Goiano 1994                            |
| Maranhão            | Maranhão (São Luís)                 | Vincitore del Campionato Maranhense 1994                        |
| Mato Grosso         | CEOV (Várzea Grande)                | Vincitore del Campionato Matogrossense 1994                     |
| Mato Grosso do Sul  | Pontaporanense (Ponta Porã)         | Squadra indicata dalla Federazione calcistica Sul-Matogrossense |
| Minas Gerais        | Cruzeiro (Belo Horizonte)           | Vincitore del Campionato Mineiro 1994                           |
| Minas Gerais        | Atlético Mineiro (Belo Horizonte)   | 2° nel Campionato Mineiro 1994                                  |
| Minas Gerais        | Democrata-GV (Governador Valadares) | Invito della CBF                                                |
| Pará                | Remo (Belém)                        | Vincitore del Campionato Paraense 1994                          |
| Paraíba             | Sousa (Sousa)                       | Vincitore del Campionato Paraibano 1994                         |
| Paraná              | Paraná (Curitiba)                   | Vincitore del Campionato Paranaense 1994                        |
| Pernambuco          | Sport Recife (Recife)               | Vincitore del Campionato Pernambucano 1994                      |
| Pernambuco          | Náutico (Recife)                    | 2° nel Campionato Pernambucano 1994                             |
| Piauí               | Flamengo-PI (Teresina)              | Squadra indicata dalla Federazione calcistica Piauiense         |
| Rio de Janeiro      | Vasco da Gama (Rio de Janeiro)      | Vincitore del Campionato Carioca 1994                           |
| Rio de Janeiro      | Volta Redonda (Volta Redonda)       | Vincitore della Coppa Rio 1994                                  |
| Rio de Janeiro      | Flamengo (Rio de Janeiro)           | Invito della CBF                                                |
| Rio Grande do Norte | ABC (Natal)                         | Vincitore del Campionato Potiguar 1994                          |
| Rio Grande do Sul   | Internacional (Porto Alegre)        | Vincitore del Campionato Gaúcho 1994                            |
| Rio Grande do Sul   | Juventude (Porto Alegre)            | 2° nel Campionato Gaúcho 1994                                   |
| Rio Grande do Sul   | Grêmio (Caxias do Sul)              | Invito della CBF                                                |
| Rondônia            | Palmares (Porto Velho)              | Squadra indicata dalla Federazione calcistica Rondoniense       |
| San Paolo           | Palmeiras (San Paolo)               | Vincitore del Campionato Paulista 1994                          |
| San Paolo           | Corinthians (San Paolo)             | Vincitore della Coppa Bandeirantes                              |
| San Paolo           | San Paolo (San Paolo)               | 2° nel Campionato Paulista 1994                                 |
| Santa Catarina      | Figueirense (Florianópolis)         | Vincitore del Campionato Catarinense 1994                       |
| Sergipe             | Sergipe (Aracaju)                   | Vincitore del Campionato Sergipano 1994                         |
| Tocantins           | Kaburé (Colinas do Tocantins)       | Vincitore della Copa Tocantins 1994                             |

## Risultati

### Turno preliminare
Andata 14, 15, 17 febbraio e 7 marzo 1995, ritorno 22 febbraio, 3, 10, e 17 marzo 1995.
| Squadra 1    | Totale | Squadra 2   | Andata | Ritorno |
| ------------ | ------ | ----------- | ------ | ------- |
| Sergipe      | 1-4    | San Paolo   | 1-1    | 0-3     |
| Juventude    | 8-0    | Figueirense | 5-0    | 3-0     |
| Democrata-GV | 2-1    | Goiás       | 2-0    | 0-1     |
| Sousa        | 0-2    | Flamengo    | 0-1    | 0-1     |

### Sedicesimi di finale
Andata 14, 17 febbraio, 3, 10, 12, 14, 16, 17, 19, 21 marzo e 5 aprile 1995, ritorno 14, 17, 19, 22, 24, 28, 30 marzo e 12 aprile 1995.
| Squadra 1        | Totale      | Squadra 2      | Andata | Ritorno |
| ---------------- | ----------- | -------------- | ------ | ------- |
| Desportiva       | 1-3         | Grêmio         | 0-1    | 1-2     |
| Maranhão         | 0-2         | Kaburé         | 0-0    | 0-2     |
| ABC              | 1-3         | Palmeiras      | 1-2    | 0-1     |
| CEOV             | 1-5         | Corinthians    | 1-1    | 0-4     |
| CSA              | 1-6         | Cruzeiro       | 1-2    | 0-4     |
| Democrata-GV     | 3-4         | Vitória        | 3-2    | 0-2     |
| Remo             | 4-2         | Ferroviário-CE | 1-1    | 3-1     |
| Flamengo-PI      | 2-6         | Vasco da Gama  | 1-2    | 1-4     |
| Cristal          | 1-2         | Nacional-AM    | 1-1    | 0-1     |
| Volta Redonda    | 0-0 6-7 dcr | Bahia          | 0-0    | 0-0     |
| Náutico          | 1-4         | San Paolo      | 1-4    | -       |
| Paraná           | 2-0         | Juventude      | 1-0    | 1-0     |
| Atlético Mineiro | 3-2         | Sport Recife   | 1-0    | 2-2     |
| Rio Branco-AC    | 4-2         | Palmares       | 2-0    | 2-2     |
| Pontaporanense   | 0-7         | Internacional  | 0-2    | 0-5     |
| Gama             | 1-5         | Flamengo       | 1-2    | 0-3     |

### Ottavi di finale
Andata 4, 7, 11, 12, 15, 19 e 21 aprile 1995, ritorno 18, 25, 26, 27 e 28 aprile 1995.
| Squadra 1     | Totale  | Squadra 2        | Andata | Ritorno |
| ------------- | ------- | ---------------- | ------ | ------- |
| Vitória       | 3-4     | Atlético Mineiro | 2-3    | 1-1     |
| San Paolo     | 4-1     | Remo             | 3-0    | 1-1     |
| Rio Branco-AC | 0-5     | Corinthians      | 0-3    | 0-2     |
| Grêmio        | gfc 3-3 | Palmeiras        | 1-1    | 2-2     |
| Paraná        | 2-0     | Internacional    | 1-0    | 1-0     |
| Nacional-AM   | 1-6     | Vasco da Gama    | 0-2    | 1-4     |
| Kaburé        | 0-9     | Flamengo         | 0-1    | 0-8     |
| Cruzeiro      | gfc 2-2 | Bahia            | 1-0    | 1-2     |

### Quarti di finale
Andata 3, 5 e 10 maggio 1995, ritorno 12, 16 e 17 maggio 1995.
| Squadra 1     | Totale      | Squadra 2        | Andata | Ritorno |
| ------------- | ----------- | ---------------- | ------ | ------- |
| Paraná        | 1-2         | Corinthians      | 0-0    | 1-2     |
| San Paolo     | 1-3         | Grêmio           | 1-1    | 0-2     |
| Vasco da Gama | 1-1 4-1 dcr | Atlético Mineiro | 0-1    | 1-0     |
| Cruzeiro      | 1-2         | Flamengo         | 0-1    | 1-1     |

### Semifinali
Andata 23 e 24 maggio 1995, ritorno 31 maggio 1995.
| Squadra 1     | Totale  | Squadra 2   | Andata | Ritorno |
| ------------- | ------- | ----------- | ------ | ------- |
| Flamengo      | 2-2 gfc | Grêmio      | 2-1    | 0-1     |
| Vasco da Gama | 0-6     | Corinthians | 0-1    | 0-5     |

### Finale

#### Andata
| Arbitro: | Pereira da Silva |

| |            | |
| Viola 41’ Marcelinho Carioca 71’ | Marcatori  | 65’ Luís Carlos Goiano |
| · Ronaldo P · Vítor D · Célio Silva D · Henrique D · Sylvinho D · Bernardo C · Ezequiel C · Marcelinho Paulista C · Souza C · Marcelinho Carioca A · Viola A · Fabinho Fontes A · Elivélton C | Formazioni | · P Danrlei · D Arce · D Rivarola · D Luciano · D Carlos Miguel · C Dinho · C Gelson · C Adílson Batista · C Luís Carlos Goiano · C Alexandre Gaúcho · A Paulo Nunes · C Vágner Mancini · A Jardel |
| Eduardo Amorim | Allenatori | Scolari |

#### Ritorno
| Arbitro: | Rezende de Freitas |

| |            | |
| | Marcatori  | 71’ Marcelinho Carioca |
| · Danrlei P · Arce D · Rivarola D · Adílson Batista D · Carlos Miguel D · Dinho C · Alexandre Gaúcho C · Gelson C · Luís Carlos Goiano C · Arílson C · Paulo Nunes A · Jardel A | Formazioni | · P Ronaldo · D André Santos · D Célio Silva · D Henrique · D Sylvinho · C Zé Elias · C Bernardo · C Souza · A Marcelinho Carioca · A Viola · A Marques · A Tupãzinho |
| Scolari | Allenatori | Eduardo Amorim |

Corinthians vincitore della Coppa del Brasile 1995 e qualificato per la Coppa Libertadores 1996.

## Classifica marcatori
| Pos. | Giocatore          | Squadra       | Gol |
| ---- | ------------------ | ------------- | --- |
| 1    | Sávio              | Flamengo      | 7   |
| 2    | Marcelinho Carioca | Corinthians   | 6   |
| 2    | Viola              | Corinthians   | 6   |
| 4    | Mário              | Juventude     | 5   |
| 5    | Mário Jardel       | Grêmio        | 4   |
| 5    | Leandro Machado    | Internacional | 4   |
| 5    | Luís Muller        | Remo          | 4   |
| 5    | Palmiro            | Rio Branco-AC | 4   |
| 5    | Valdir Bigode      | Vasco da Gama | 4   |